# Genaro Codina
Genaro Codina là một đô thị thuộc bang Zacatecas, México. Năm 2005, dân số của đô thị này là 7369 người.